# Изенберг (род)
Изенбургите или Графовете на Изенберг (на немски: Grafen von Isenberg) са странична линия на графовете от Берг-Алтена.
Първата резиденция на Изенбургите е замък Изенбург в Рейнланд-Пфалц.
През 1175 г. има конфликти между Арнолд фон Алтена и брат му Фридрих фон Берг-Алтена. Те разделят графството Алтена. Образуват се графствата Алтена-Изенберг и Алтена-Марк. Граф Арнолд († сл. 1205) построява през 1200 г. замък Изенбург при Хатинген и по-късно се нарича на него.
Най-известен е Фридрих фон Изенберг († 1226), граф на Алтена и Изенберг, син на Арнолд фон Алтена, женен за София фон Лимбург. Той притежавал 36 главни чифлика с 1440 селски чифлици и повече от 900 селища. Територията му обхващала ок. 120 км². Той поръчва през 1225 г. убиството на своя роднина Енгелберт I фон Кьолн архиепископ на Кьолн и след това е екзекутиран. Дворецът му е съборен.
Неговият син Дитрих фон Изенберг († 1301) строи през 1240 г. замък Нов-Изенбург при Есен-Релингхаузен. Територията му обхващала 120 км². От 1247 г. родът се нарича графове на Лимбург на новата им резиденция замък Хоенлимбург при Хаген.